# Partit Somali Independent Constitucional
El Partit Somali Independent Constitucional PSIC (Hizbia Dastur Mustaqil al-Sumal, HDMS, o Hizbi al-Dastur Mustaqil al-Sumal, HDMS) fou un partit polític somali dels rahanweyn que va actuar entre 1958 i 1969.
La primera organització dels reewin o rahanweyn (clans digil-mirifle) fou fundada a la meitat dels anys vint amb el nom d'Al Jam'iyyah al-Khayriyyah al-Wataniyyah (Organització Nacional de la Benevolència), teòricament com organització filantròpica. El 26 de març de 1947, com a derivació, es va formar la Hizbia Dighil-Mirifle (HDM) o Partit Digil i Mirifle, poc abans que la Lliga de la Joventut Somali abans Club de la Joventut Somali (que fou afavorida primer pels britànics del 1943 al 1950, i després del 1951 pels italians), i fou reconeguda com a organització política per les autoritats britàniques l'1 d'abril de 1947. L'HDM es pronunciava per un estat federal per impedir el domini de l'estat per un clan més poderós que un altre.
El seu secretari general Ustah Usman fou assassinat el 1954 i el va substituir Abdulkadir Muhammad Aden, àlies Zopo. El març de 1954 a les primeres eleccions municipals per sufragi universal (solament els homes) en les que participaven més de 20 partits polítics va obtenir 57 escons municipals (en 15 ciutats) d'un total en joc a tot el país de 281. La Lliga va rebutjar el 1956 un cens per impedir que els rahanweyn (digil i mirifle) resultessin ser un nombre més gran que el clan darod, el principal de la Lliga, que es proclamava majoritari Aquest any 1956, en les eleccions generals, el HDM va obtenir 13 escons (la SYL fou majoritària amb 43, el Moviment Democràtic de Somàlia en va tenir 3 i la Unió Marehan només 1) però no va obtenir cap cartera al govern autònom, les quals foren pels hawiye (3), darod (2) i dir (1).
El 25 de març de 1958 va canviar el nom a Hizbia Dastur Mustaqil al-Somal (HDMS) o Partit Somali Independent Constitucional i va proposar un sistema federal.
Els líders del partit foren arrestats el 25 de febrer de 1959 després de disturbis a Mogadiscio i en resposta el partit no va voler participar en les eleccions generals del març de 1959, i la Lliga de la Joventut va obtenir la majoria i va formar govern dirigit per Abdullahi Issa. Els rahanweyn van quedar sense representació fins al 1969, ja que no van participar en la vida política del país. Fins a la independència el 26 de juny de 1960 a la part britànica i l'1 de juliol de 1960 a la italiana (1960) els rahanweyn tenien garantit un terç dels escons (un altre terç els darod i el darrer els hawiye); després de la independència els clans del nord (Somalilàndia) aportaven majoria als darods i hawiye. La llengua af mai, parlada al sud, fou suprimida als mitjans de comunicació en favor del maha, parlada al nord i a Somalilàndia (abans Somàlia Britànica).
El rahanweyn van ser hostils a tots els governs, de majoria darod, que a més a més des del 1964 van comptar amb el suport dels issaq. Després del cop d'estat cap comunista del 1969 dirigit pel general Siad Barre, cap membre dels rahanweyn va participar en la junta militar (25 membres el 1969), ni al govern o més tard a la direcció del Partit Socialista Revolucionari Somali quan es va formar el 1976. Els partits polítics foren prohibits després del cop d'estat.
Fins al 1988 no es va formar un altre partit de base rahanweyn o reewin: el Moviment Democràtic Somali (MDS), pel mateix Zopo.